# یانا واسلا
یانا واسلا (چکی: Jana Veselá؛ زادهٔ ۳۱ دسامبر ۱۹۸۳) بازیکن بسکتبال زن اهل جمهوری چک بود.
وی در مسابقات کشوری و بین‌المللی در مجموع برندهٔ ۱ مدال طلا، ۲ مدال نقره شده‌است.